# Mine de cuivre

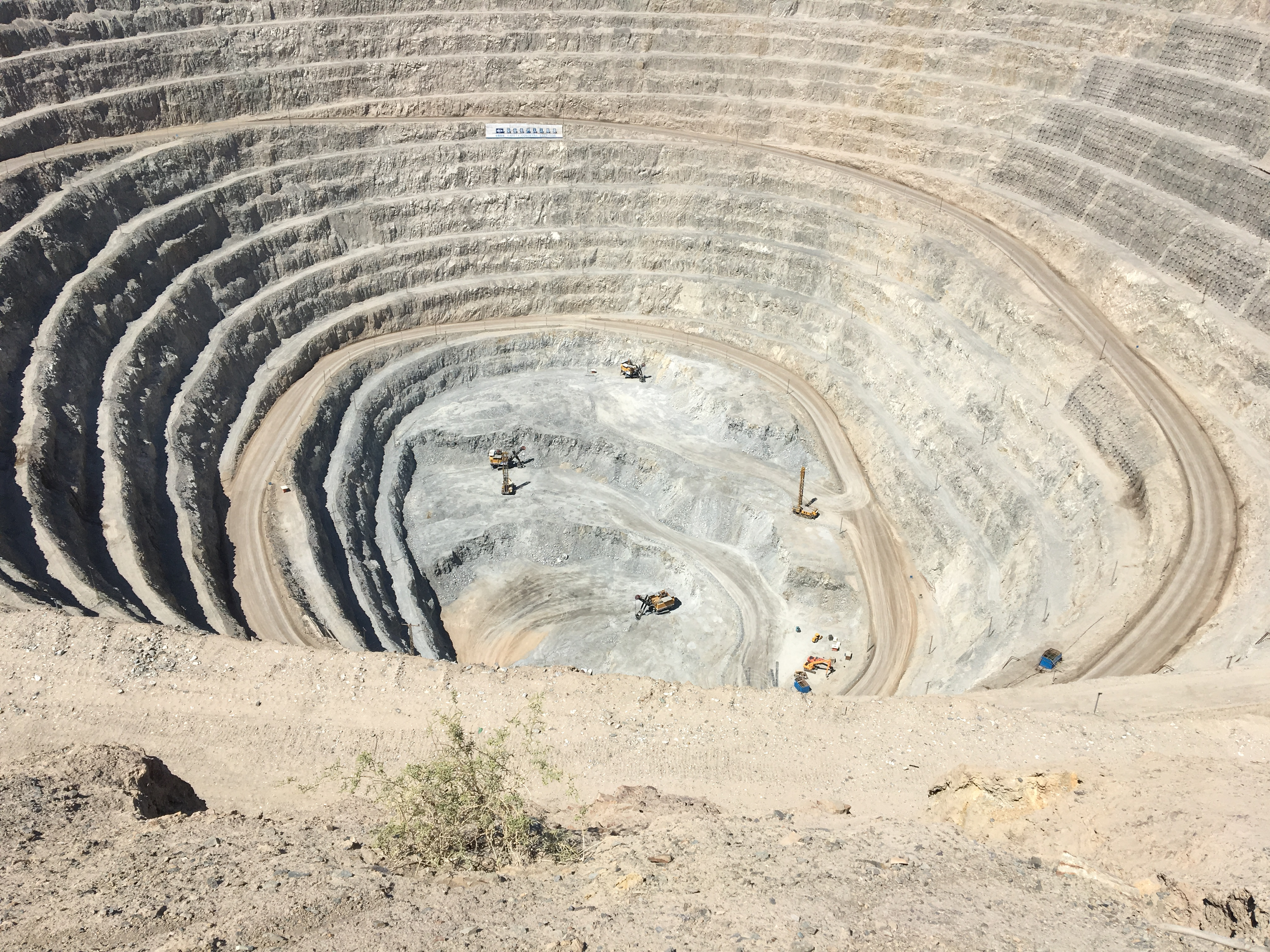
Mine de cuivre et d'or de Saindak, au Pakistan.

Une mine de cuivre est une exploitation industrielle d'un gisement de minerai de cuivre. L'industrie minière n'exploite pas de gisement de cuivre natif, l'élément à l'état pur étant trop rare.

## Localisation des mines
Un grand nombre de mines de cuivre sont exploitées dans le monde, principalement en Amérique du Sud et en Afrique, le plus souvent à ciel ouvert. Le Chili est acteur majeur de l'extraction de cuivre (mine d'El Teniente, mine d'Escondida, etc.), ses réserves étant les plus importantes du monde.

## Minerais de cuivre
Le cuivre est peu disponible sous forme de cuivre natif, et est donc extrait de minerais contenant l'élément. Une liste de minerais contenant du cuivre est donnée avec la teneur associée.
| Nom                 | Formule                  | Taux de cuivre |
| ------------------- | ------------------------ | -------------- |
| Chalcopyrite        | CuFeS2                   | 34.5%          |
| Chalcocite          | Cu2S                     | 79.8%          |
| Covellite           | CuS                      | 66.5%          |
| Bornite             | 2Cu2S·CuS·FeS            | 63.3%          |
| Tétraédrite         | Cu3SbS3 + x(Fe,Zn)6Sb2S9 | 32–45%         |
| Malachite           | CuCO3•Cu(OH)2            | 57.3%          |
| Azurite             | 2CuCO3·Cu(OH)2           | 55.1%          |
| Cuprite             | Cu2O                     | 88.8%          |
| chrysocolle         | CuO·SiO2·2H2O            | 37.9%          |
| Tennantite          | Cu12As4S13               | 51.6%          |
| Minéraux cuprifères |                          |                |